# Habitacional Ruperto Alarcón
Habitacional Ruperto Alarcón är en ort i Mexiko.   Den ligger i kommunen Tianguistengo och delstaten Hidalgo, i den sydöstra delen av landet, 150 km norr om huvudstaden Mexico City. Habitacional Ruperto Alarcón ligger 1 565 meter över havet och antalet invånare är 138.
Terrängen runt Habitacional Ruperto Alarcón är lite bergig. Runt Habitacional Ruperto Alarcón är det ganska tätbefolkat, med 72 invånare per kvadratkilometer. Närmaste större samhälle är Zacualtipán, 8,6 km söder om Habitacional Ruperto Alarcón. I omgivningarna runt Habitacional Ruperto Alarcón växer i huvudsak städsegrön lövskog.